# Vitalij Hrihorovics Hmelnickij
Vitalij Hrihorovics Hmelnickij (ukránul: Віталій Григорович Хмельницький, oroszul: Виталий Григорьевич Хмельницкий [Vitalij Grigorjevics Hmelnyickij]; Timosivka, 1943. június 12. – 2019. február 13.) ukrán labdarúgócsatár, edző.

## Élete
Ukrajna Zaporizzsjai területén fekvő Timosivka faluban született.
Professzionális labdarúgó pályafutását a mariupoli Azovsztal klub B csapatánál kezdte 1962-ben. Még abban az évben átment a donecki Sahtarhoz. 1965–1972 között a fővárosi Dinamónál játszott. A klubbal ez idő alatt négyszer (1966, 1967, 1968, 1971-ben) volt szovjet bajnok.  1965–1971 között a szovjet labdarúgó válogatott tagja volt. 20 meccsen játszott válogatottként, ahol összesen hét gólt lőtt. Tagja volt az 1970-es mexikói labdarúgó-világbajnokságon részt vett szovjet csapatnak.
Aktív labdarúgó pályafutása után edzőként dolgozott. 1973–1974 között a cserkaszi Hranyit, majd 1978–1979 között a Krivij Rih-i Krivbasz labdarúgó kluboknál edzősködött. Később haláláig a Dinamo Kijiv labdarúgó iskolájában is dolgozott utánpótlás-edzőként.
2019. február 13-án hunyt el.